# تكة (طعام)
تكة اسم لطبق هندي، يقابله إلى حد ما لحم شقف في المطبخ العربي، وهي قطع لحم الظان المشوية المستخلصة من الفخذ الطري والطازج وأفضلها هي من اللحم الماخوذة من حبل الظهر أو من قطع الستيك الطرية من لحم البقر. وتشتهر بلاد الشام والعراق وتركيا.
يغز اللحم المتبل والمملح في أسياخ معدنية ويوضع بينها بعض البصلات الصغيرة وحبات الطماطم الصغيرة وقطع من اللية (ألية الخروف) وتوضع فوق الفحم المتقد إلى ان تستوي.
تؤكل التكة أو الشقف مع الخبز الشامي أو خبز التنور والسلطات والطرشي (المخلل) ويشرب معها العيران أو الشنينة (شنينة اللبن).
يمكن أن تحضّر التكة من لحم الخروف وفي هذه الحال تحتوي كل وجبة (270غ تقريباً) على 330 سعرة حرارية وكمية عالية من الدهون 28غ منها 13غ دهون مشبعة.

## الأصل
لا يزال الأصل التاريخي الدقيق للطبق غير مؤكد. ويعود تاريخ وصفات اللحوم المطبوخة المبهرة بخليط من التوابل الممزوجة بالصلصة إلى عام 1700 قبل الميلاد حيث وجدت مثل تلك الوصفات على ألواح مسمارية تنسب إلى السومريين بالقرب من بابل، ويعتقد أن المغول قد جلبوا قطع لحم مطبوخة ومنزوعة العظام وتسمى تكة إلى الهند. 
توجه أنواع مختلفة من التكة منها ما يحتوي اللحوم أو لدجاج، ومنها ما هو نباتي، ويعد دجاج تكا ماسالا هو النوع الأكثر شيوعًا في غرب الكرة الأرضية، ويقال انه ظهر في منتصف السبعينيات من القرن العشرين في غلاسكو على يد الطاهي الهندي علي آصف أسلم الذي أضاف الصلصة إلى دجاج تكا الجاف، ثم بدأ إعدادها وتخزينها وبيعها كوجبة جاهزة في المتاجر بحلول ثمانينيات القرن العشرين، ويعتبر طبق البانير تكا ماسالا، الذي تعود أصوله إلى عصر دولة المغول أيضًا، هو النسخة النباتية من دجاج تكا ماسالا والتي تحتوي على ذات الصلصة والتوابل مع الجبن كبديل للدجاج.

## المكونات
تختلف المكونات المستخدمة في التحضير لكل نوع من الأنواع المختلفة مثل دجاج تكا ماسالا، وبانير تكا ماسالا، إلا أنها بشكل عام تحتوي على اللحم أو جبن البانير، واللبن الزبادي، والكزبرة، والبصل، والطماطم، والفلفل الأحمر، والفلفل الأخضر، والفلفل الحلو، وصلصة الجرام ماسالا، والقشدة، والجبن، والزنجبيل، والثوم، ودقيق الذرة، والهال المطحون، والكمون المطحون، والفلفل الأسود المطحون، والأجوين أو الكمون الهندي، والكركم. 
تستخدم لحوم الضأن، أو لحوم الأبقار، أو الدجاج  في بعض الأنواع، أو لحوم الأرانب في تكا الأرنب الأيرلندي البري، والروبيان في روبيان تكا ماسالا. وتستبدل اللحوم في أنواع أخرى بمكونات نباتية مثل الجبن، والبطاطا الحلوة، والحمص، والقرنبيط.

## التحضير
تُنقع قطع اللحم منزوعة العظم، أو بدائلها النباتية مثل جبن البانير، في البهارات، واللبن الزبادي، ثم تصف في سيخ لطهيها، ويتم شيها في التندور (فرن الطين)، ثم تقدم جافة. تقدم بعض الأنواع مع الصلصات المختلفة مثل صلصة الطماطم المتبلة التي تقدم مع دجاج تكا ماسالا.